# Torbjörn Averås Skorup
Jan Torbjörn Averås Skorup, född 21 april 1995 i Norrstrands församling, Värmlands län, är en svensk komiker, journalist och radiopratare.

## Biografi
Torbjörn Averås Skorup kommer ursprungligen från Karlstad, men bor numera i Stockholm. Han blev uppmärksammad för sitt Instagram-konto, på vilket han publicerar korta videoklipp med humoristiska inslag. Kontot hade cirka 86,1 tusen följare i oktober 2024.
Skorup har även arbetat som verksamhetsutvecklare för Sveriges Elevkårer.
Vintern 2017 gjorde han, tillsammans med Johanna Nordström, radioprogrammet Humorn i P3 som sändes i tio avsnitt i Sveriges Radio P3. Vidare har han varit återkommande programledare i Morgonpasset i P3 och Eftermiddag i P3 samt lett egna radioprogrammet P3 med Torbjörn Averås Skorup.
År 2019 bevakade Skorup Melodifestivalen för SVT Nyheters räkning. År 2022 spelade han en biroll i adventskalendern Kronprinsen som försvann. Samma år medverkade han i Aftonbladets humorprogram Noll kontroll med Mauri Hermundsson. År 2023 var Skorup en av de medverkande i underhållningsprogrammet Överlevarna på SVT.
Under 2023 turnerade Skorup med egna showen Torbjörns TV-program. Samma år gav han ut humorboken Våtrumslektyr på Bokförlaget Forum. År 2024 ledde han P3 Guld-galan. År 2024 ingick han i den fasta panelen i underhållningsprogrammet Bäst i test i TV4 och vann hela programmet.

## Priser och utmärkelser
Torbjörn Averås Skorup vann, tillsammans med Johanna Nordström, utmärkelsen Årets webbhumor för filmen "En dag på Postnords huvudkontor" vid Barncancergalan år 2018. Filmen var även nominerad i kategorin Årets video vid Guldtuben-galan samma år. Duon vann samma pris även 2020. År 2023 nominerades han till Årets manliga komiker vid Barncancergalan.